# تپه آینه
تپه آینه مربوط به سده‌های اولیه دوران‌های تاریخی پس از اسلام است و در شهرستان سرپل ذهاب، بخش مرکزی، دهستان بشیوه پاتاق، ۸۰۰ متری جنوب شرق روستای جلالوند علیا واقع شده و این اثر در تاریخ ۲۷ اسفند ۱۳۸۷ با شمارهٔ ثبت ۲۶۴۶۰ به‌عنوان یکی از آثار ملی ایران به ثبت رسیده است.